# پاریس لاس وگاس
پاریس لاس وگاس (به انگلیسی: Paris Las Vegas)، نام یک هتل و کازینوی معروف در شهر لاس وگاس در آمریکا است.
این هتل به افتخار فرهنگ فرانسه از روی شاهکارهای معماری فرانسه الگوبرداری گردیده، و دارای ساختمان‌های تقلیدی از برج ایفل، کاخ ورسای، و تاق پیروزی (پاریس) است.
- به ارتفاع ۱۶۵ متر[۱]

## نگارخانه

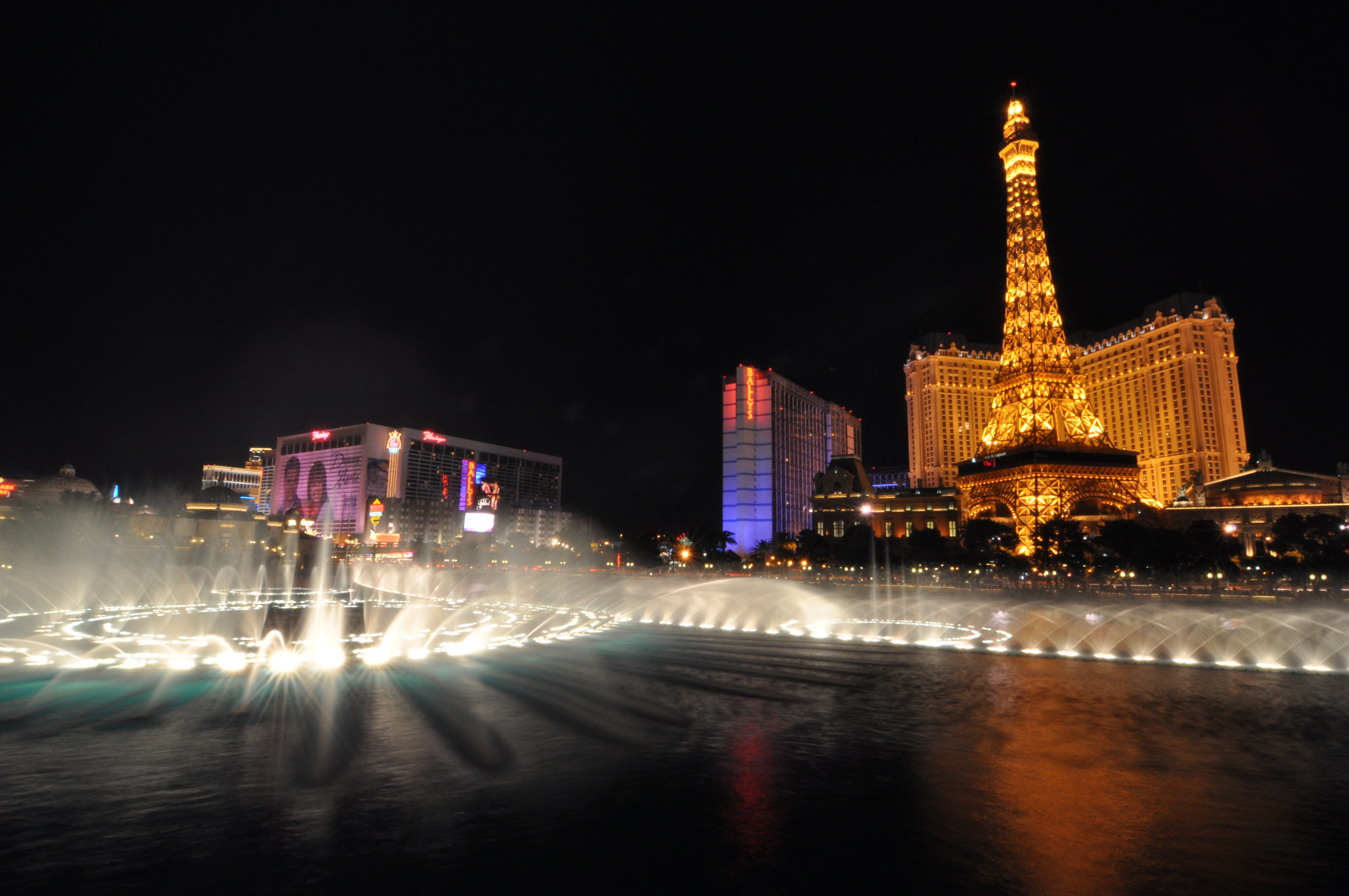
برج ایفل در لاس وگاس
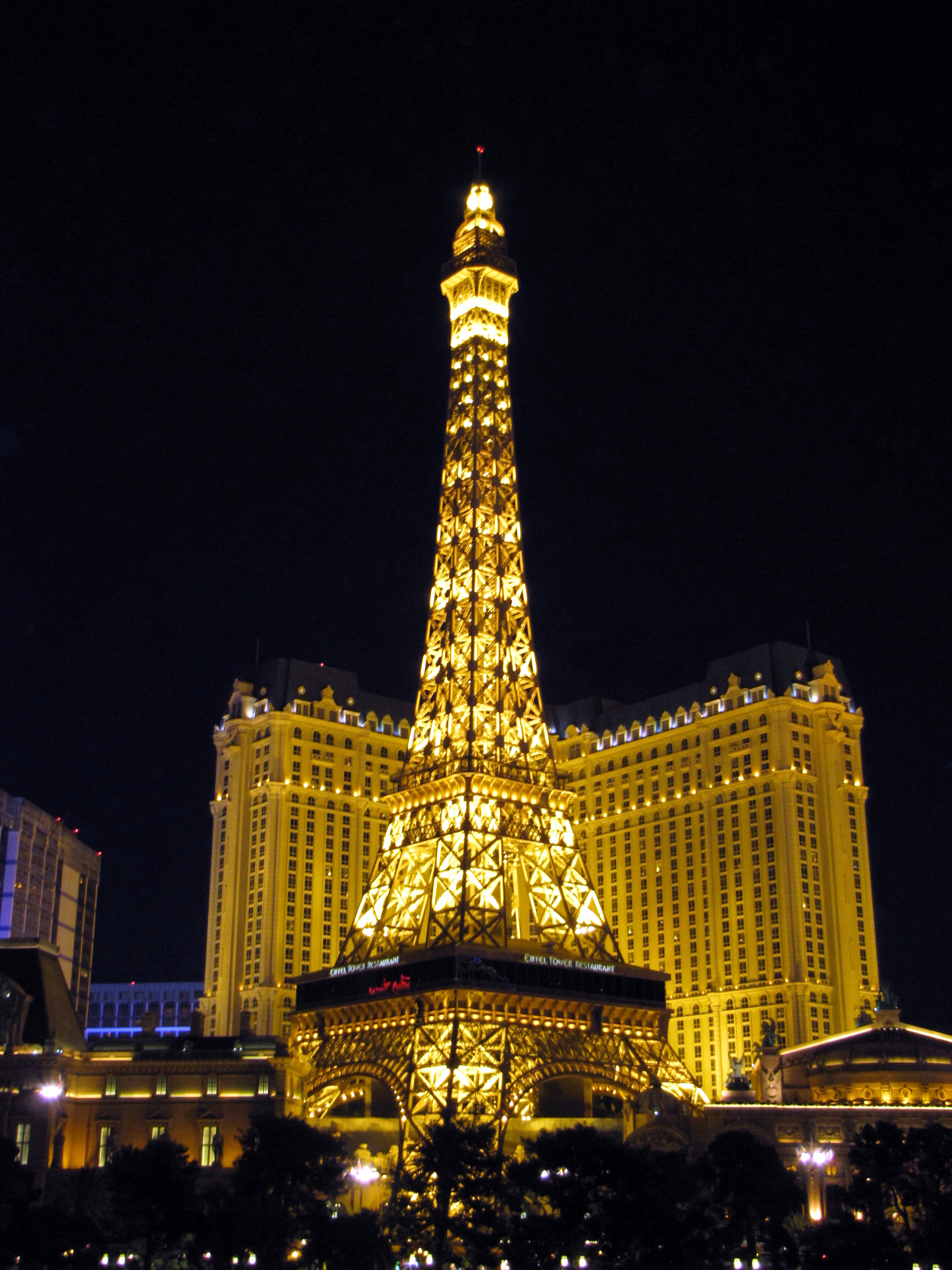
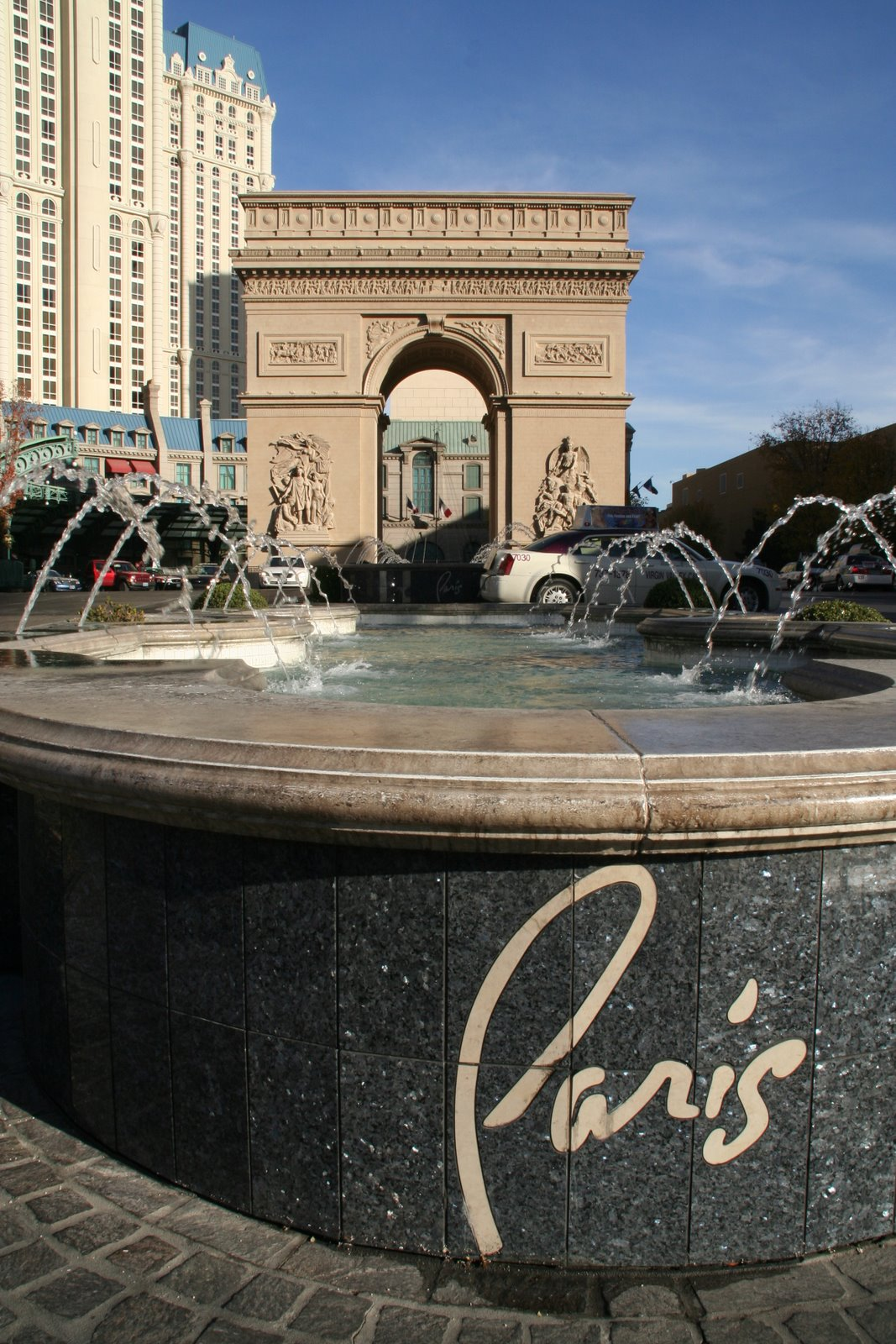
Paris Las Vegas
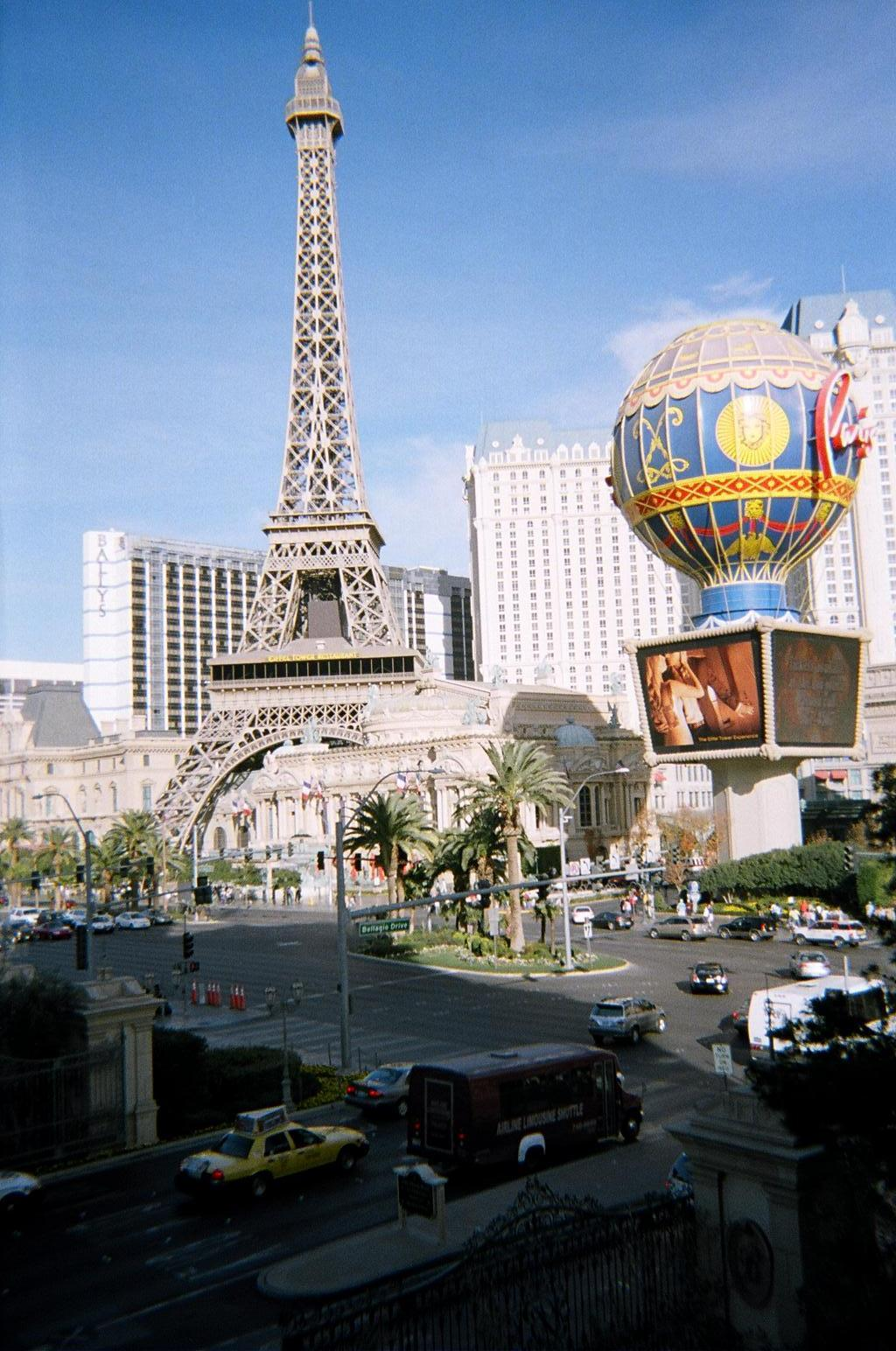
Paris Hotel and Casino from across Las Vegas Blvd.
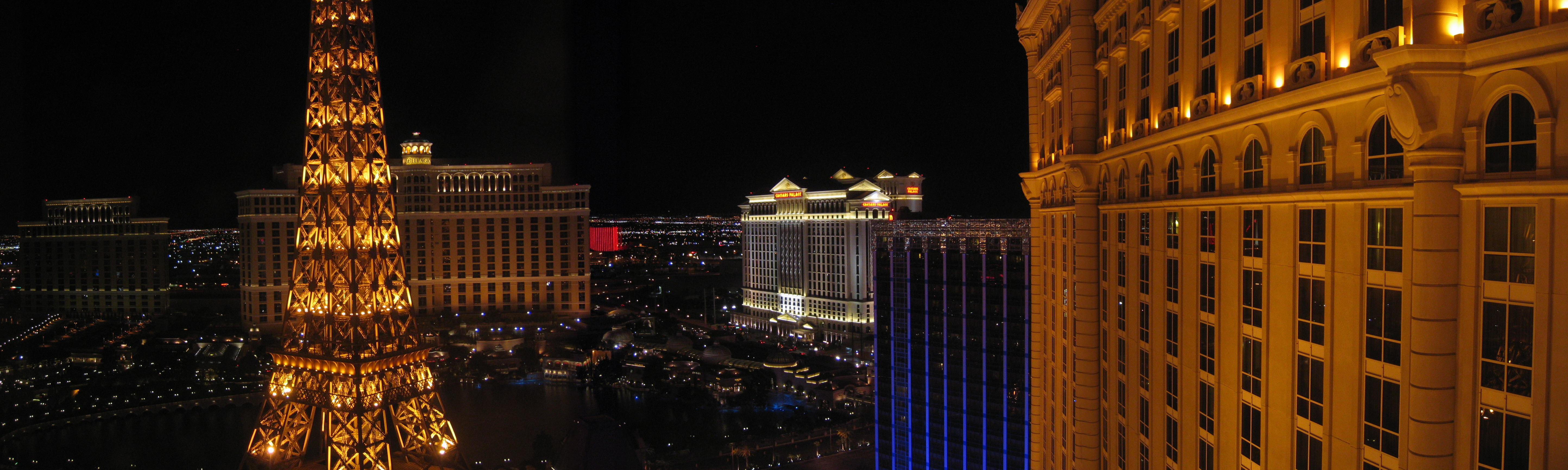
Panoramic shot of لاس وگاس ولی from the Paris hotel, showing the Bellagio hotel fountain, Eiffel tower (at Paris hotel) and Caesars palace